# نيك أوودينداج
نيك أوودينداج (بالهولندية: Nick Oudendag)‏ مواليد 23 أبريل 1987، هو لاعب كرة سلة هولندي ويحمل الرقم 14. يبلغ طوله 6 قدم 11 بوصة (2.1 م). مثّل منتخب هولندا لكرة السلة.

## روابط خارجية
- نيك أوودينداج على موقع الاتحاد الدولي لكرة السلة (الإنجليزية)
- نيك أوودينداج على موقع الدوري الأوروبي لكرة السلة (الإنجليزية)
- نيك أوودينداج على موقع كرة السلة الأوروبية.كوم (الإنجليزية)
- نيك أوودينداج على موقع ريلجم (الإنجليزية)
- نيك أوودينداج على موقع بروبوليرز (الإنجليزية)
- نيك أوودينداج على موقع سبورتس رفرنس (الإنجليزية)